# Albert Burloud
Albert Burloud (23 mai 1888 — 11 mars 1954), est un psychologue et universitaire français, professeur à la faculté de Lettres de Rennes de 1930 à 1954.

## Biographie
Né à Curtafond dans l'Ain, d'un père instituteur et d'une mère sans profession, François Joseph Albert Burloud fait ses études à Lyon. Pendant la première Guerre, réformé temporaire, il est mobilisé comme lecteur interprète d'Allemand. Agrégé de philosophie il est successivement professeur au collège de Clamecy (1919-1921), professeur au lycée d'Annecy (1921-1922), puis au lycée de Bourg-en-Bresse (1922-1929) avant d'enseigner au lycée du Parc à Lyon en 1929-1930. Il soutient sa thèse de doctorat es-lettres à Lyon en 1926.
En 1929, il obtient un poste de maître de conférences en philosophie à la faculté de Lettres de Rennes, établissement où il est nommé en 1935 professeur titulaire de la chaire de psychologie, à la suite de Benjamin Bourdon dont il assure aussi la succession à la direction du Laboratoire de Psychologie Expérimentale de la faculté des Lettres. Il est membre de la société philosophique de l'Ouest.
En mission à l'université royale du Caire en 1939 comme professeur titulaire de philosophie, il devient en 1945 assesseur du Doyen de la faculté des Lettres de Rennes et membre du comité de spécialistes puis du Comité consultatif de l'enseignement supérieur jusqu'à son décès à Rennes le 11 mars 1954.

## Positions théoriques, travaux et pédagogie
- Encore maître de conférences, A. Burloud se prête aux intentions vulgarisatrices de la Faculté des Lettres de Rennes en donnant plusieurs conférences publiques dont la presse locale se fait largement l'écho. Il traite ainsi de l'intelligence des singes anthropomorphes[6], de la psychologie de Marcel Proust[7], de la conscience et du comportement[8]. Devenu professeur titulaire de chaire il poursuit son œuvre de pédagogie ouverte au grand public sur les thèmes de la théorie des formes[9], de l'éveil de l'intelligence[10], du diagnostic du caractère (mars 1939).
- En 1936, sortant du cadre institutionnel de la faculté des Lettres, il donne plusieurs cours sur la psychologie de l'enfant à l'Institut régional d'éducation physique de l'académie de Rennes où il aborde des sujets comme la psychologie du comportement, l'imitation et la suggestion[11],
- Dans le courant des années 1950, accompagnant dans une nouvelle démarche pédagogique les docteurs Lamache et Davost, professeurs à la Faculté Mixte de Médecine et de Pharmacie de Rennes, A. Burloud jette les bases d'un enseignement de la psychologie aux futurs médecins. Cette discipline nouvelle, la psychologie médicale devrait être enseignée au cours de deux premières années des études de médecine[12].

## Distinctions et Hommages

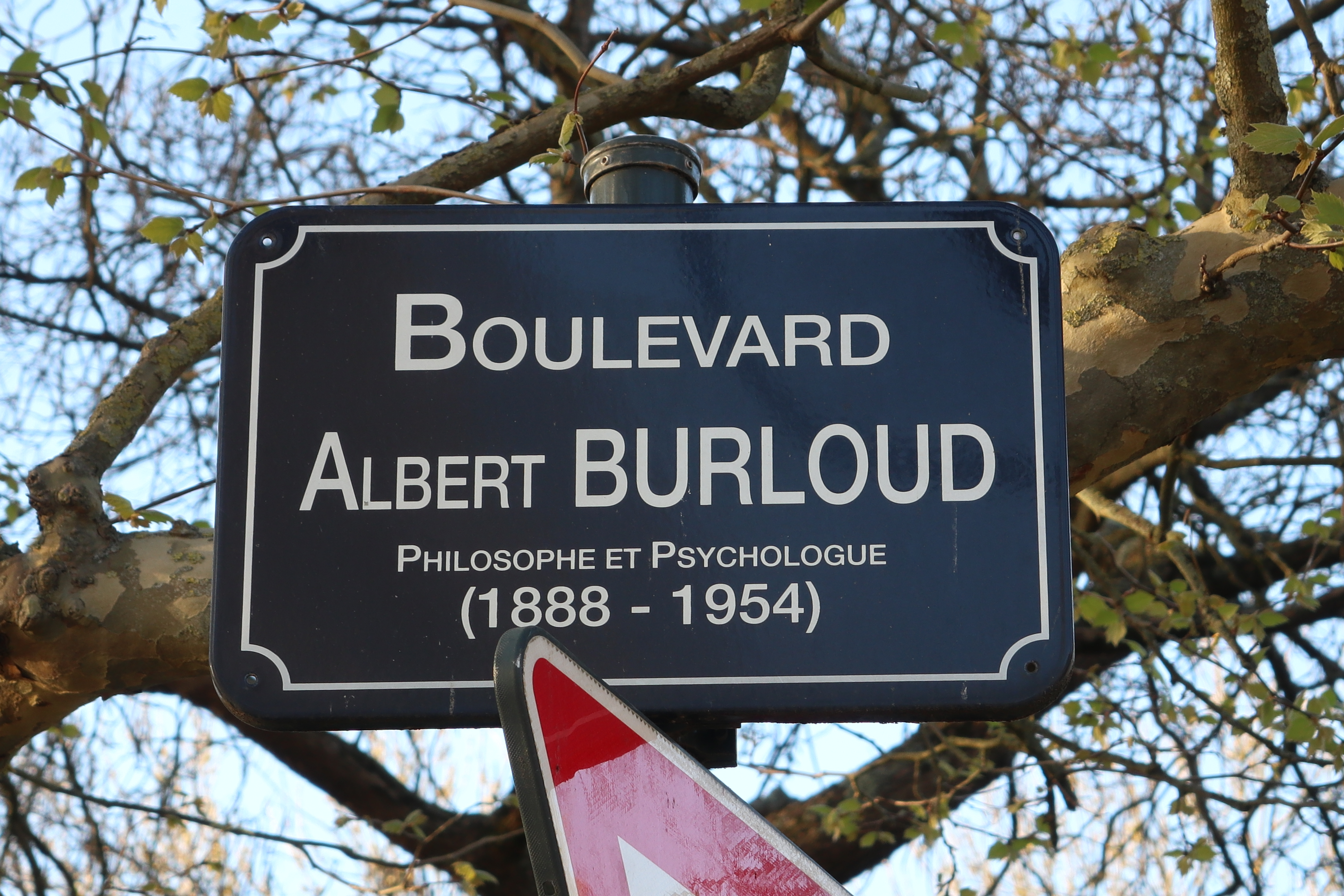
Plaque du boulevard Albert Burloud à Rennes.

- Officier de l'Instruction publique en juillet 1931[13].
- Lauréat, en 1941, du Prix Dagnan-Bouveret décerné par l'Académie des sciences morales et politiques pour son ouvrage Principes d'une psychologie des tendances[14].
- Chevalier de la Légion d'Honneur par décret du 30 août 1949[15].
- Par une délibération du 16 octobre 1957, le conseil municipal de Rennes donne le nom Boulevard Albert Burloud à une voie qui relie, au nord-est de l'agglomération, le boulevard de Metz et la rue de Fougères.

## Publications et communications
- La Pensée conceptuelle, essai de psychologie générale. Thèse principale pour le doctorat es-lettres, Faculté des lettres de l’Université de Lyon, Paris, Alcan, 1927, 412 p.[16].
- La Pensée d'après les recherches expérimentales de Watt, de Messer et de Bühler. Thèse complémentaire pour le doctorat es-lettres, Faculté des lettres de l’Université de Lyon, Paris, Alcan, 1927, 192 p.[17].
- « L'assimilation et le schématisme », Revue philosophique de la France et de l'Étranger, t. 116, juillet-décembre 1933, p. 340-381 [lire en ligne].
- « Le Héros », Annales de Bretagne et des Pays de l'Ouest, 1935, Vol. 42, no 3-4, p. 303-325. (Lire en ligne).
- Le temps psychologique, communication à la Société philosophique de l'Ouest, 14 mai 1936[18].
- « Psychologie et biologie », Revue de Métaphysique et Morale, no 44-2, 1937, p. 411-456[19].
- Principes d'une psychologie des tendances, Paris, Alcan, 1938[20].
- Le Caractère, Paris, PUF, 1942.
- « Benjamin Bourdon, 1860 - 1943 », Bulletin de la Société scientifique de Bretagne, 1943-1944, tome XIX, p. 3-4 (Lire en ligne).
- Précis de psychologie, Paris, Hachette, 1948[21].
- De la psychologie à la philosophie, Paris, Hachette, 1950.
- Psychologie de la sensibilité, préface de Gaston Bachelard, Paris, Armand Colin, 1954[22].